# Евич, Иван
Иван Евич (серб. Иван Јевић, Ivan Jević; 23 июля 1975, Белград, Югославия) — югославский и сербский футболист, тренер.

## Биография
В середине и в конце 1990-х годах выступал за югославские ПКБ Падинска-Скела, ОФК из Белграда. С 1999 по 2001 год играл за столичный «Хайдук», далее выступал за «Явор». В феврале 2003 года перебрался в Россию, подписав контракт с клубом «Алания». Дебютировал за Аланию в чемпионате России в домашнем матче 1-го тура, выйдя со стартовых минут и будучи заменённым Александром Степановым. С 2005 по 2009 годы играл за гонконгский «Китчи». Завершил карьеру в белградском клубе «Раднички».